# The Unknown Masada
Masada Anniversary Edition, Vol. 3: The Unknown Masada è un album in studio del compositore Jazz statunitense John Zorn, ed il terzo album della serie Masada Anniversary, pubblicato il 22 giugno 2003 dalla Tzadik Records.

## Descrizione
Questo è il terzo album in una serie di 5 album, intitolata Masada Anniversary. La serie venne fatta per il decimo anniversario del suo primo libro delle composizioni Masada.
È l'unico album della serie Masada Anniversary ad includere delle composizioni non sentite prima.

## Tracce
Musiche di John Zorn.
1. Erik Friedlander – Kinyan (151° composizione) – 4:50
2. Rashanim – Olamim (162° composizione) – 3:48
3. Dave Douglas – Vehuel (143° composizione) – 5:32
4. Ruins – Shofetim (121° composizione) – 3:02
5. Naftule's Dream – Partzuf (157° composizione) – 4:42
6. Jamie Saft – Zarach (144° composizione) – 6:57
7. Zahava Seewald – Shagal (167° composizione) – 6:46
8. Koby Israelite – Herem (187° composizione) – 5:06
9. Julian Kytasty – Kadmut (176° composizione) – 4:44
10. Fantômas – Zemaraim (23° composizione) – 3:34
11. Wadada Leo Smith – Demai (184° composizione) – 6:22
12. Eyvind Kang – Belimah (173° composizione) – 4:09

Durata totale: 59:32